# مارك أولدن
مارك أولدن (بالإنجليزية: Marc Olden)‏ (25 ديسمبر 1933، بالتيمور في الولايات المتحدة - 5 سبتمبر 2003)؛ كاتب وروائي أمريكي. درس في كلية كوينز.